# Hlapa
Hlapa (olaszul: Clapa) falu Horvátországban Tengermellék-Hegyvidék megyében. Közigazgatásilag Dobrinjhoz tartozik.

## Fekvése
Krk északkeleti részén, községközpontjától 2 km-re északkeletre, Dobrinj és a Soline-öböl között félúton fekszik. A település két része az öbölhöz közelebb fekvő Donja Hlapa és a távolabbi Gornja Hlapa.

## Története
A neves nyelvész, irodalomtörténész, néprajzkutató és filológus Ive Jelenović szerint a település neve kétségtelenül az ószláv eredetű „hlapoc“ szóból, egy a juh és kecske pásztorok által az állatok nyakában használt fából készített szerszám nevéből származik. Lakói főként állattenyésztéssel, kisebb mértékben földműveléssel foglalkoztak.
A sziget többi részével együtt a 19. század folyamán osztrák kézen volt, majd 1867-től 1918-ig az Osztrák-Magyar Monarchia része lett. 1880-ban 34, 1910-ben 154 lakosa volt. Az Osztrák–Magyar Monarchia bukását rövid olasz uralom követte, majd a település a Szerb–Horvát–Szlovén Királyság része lett. A második világháború idején előbb olasz, majd német csapatok szállták meg. A háborút követően újra Jugoszlávia, majd az önálló horvát állam része lett. 2011-ben 50 lakosa volt.

## Lakosság
| Lakosság változása | Lakosság változása | Lakosság változása | Lakosság változása | Lakosság változása | Lakosság változása | Lakosság változása | Lakosság változása | Lakosság változása | Lakosság változása | Lakosság változása | Lakosság változása | Lakosság változása | Lakosság változása | Lakosság változása | Lakosság változása |
| ------------------ | ------------------ | ------------------ | ------------------ | ------------------ | ------------------ | ------------------ | ------------------ | ------------------ | ------------------ | ------------------ | ------------------ | ------------------ | ------------------ | ------------------ | ------------------ |
| 1857               | 1869               | 1880               | 1890               | 1900               | 1910               | 1921               | 1931               | 1948               | 1953               | 1961               | 1971               | 1981               | 1991               | 2001               | 2011               |
| 0                  | 0                  | 34                 | 134                | 133                | 154                | 143                | 114                | 112                | 103                | 92                 | 67                 | 67                 | 57                 | 62                 | 50                 |